# Rectivena lineata
Rectivena lineata är en stekelart som beskrevs av Van Achterberg 1991. Rectivena lineata ingår i släktet Rectivena och familjen bracksteklar. Inga underarter finns listade i Catalogue of Life.